# مونتي غامباروغنو
مونتي غامباروغنو (بالإنجليزية: Monte Gambarogno)‏ هو أحد جبال سلسلة جبال الألب لوغانو ويقع في كانتون تيسينو في سويسرا. يحتل المرتبة رقم 402 في قائمة جبال سويسرا من حيث الارتفاع، إذ يبلغ ارتفاعه حوالي 1734 متر، بينما يبلغ ارتفاع نتوء الجبل 339 متر.